# فارشوایلر
فارشوایلر (به آلمانی: Farschweiler) یک شهر در آلمان است که در تریر-زاربورگ واقع شده‌است. فارشوایلر ۷۳۳ نفر جمعیت دارد.